# المداح: أسطورة الوادي
المداح: أسطورة الوادي هو مسلسل تلفزيوني مصري بدأ عرضه في رمضان 1443 هـ / 2 أبريل 2022م، وهو الجزء الثاني من مسلسل المداح والذي عرض في عام 2021، من بطولة حمادة هلال وهبة مجدي وسهر الصايغ وأحمد عبد العزيز وخالد سرحان ودنيا عبد العزيز، من تأليف أمين جمال ووليد أبو المجد وشريف يسري ومن إخراج أحمد سمير فرج.
وقد قامت الفنانة هبة مجدي بأداء دور «رحاب» بدلا عن الفنانة نسرين طافش والتي أدت نفس الدور في الجزء الأول من المسلسل.

## قصة المسلسل
سلسلة من الأحلام الغريبة تراود صابر المداح، حيث يتبين له أن كل ما يراه في أحلامه يتحقق على أرض الواقع، الأمر الذي يجعل صابر على أعتاب حرب جديدة سيخوضها مع الجن.

## طاقم التمثيل
- حمادة هلال في دور «صابر المداح»
- هبة مجدي في دور «رحاب»
- سهر الصايغ في دور «الجنية مليكة»
- أحمد عبد العزيز في دور «الشيخ عبد الرحمن»
- خالد سرحان في دور «حسن»
- دنيا عبد العزيز في دور «منال»
- كمال أبو رية في دور «أبو الخير»
- أحمد بدير في دور «سلام»
- ولاء الشريف في دور «جميلة»
- تامر شلتوت في دور «عماد»
- حنان سليمان في دور «صفاء»
- صبحي خليل في دور «عبد الرازق»
- عفاف رشاد في دور «عفاف»
- هلا السعيد في دور «هبة»
- هايدي رفعت في دور «سهيلة»
- بسمة ماهر في دور «عيشة»
- هادي خفاجة في دور «عز»
- أحمد والي في دور «أدهم»
- محمود عامر
- عبير فاروق
- محمود متولي
- محمد عبد الجواد
- ياسر صادق
- رضا إدريس
- مهجة عبد الرحمن
- شريف محسن
- أشرف أمين
- خالد الشيخ

## أغنية المقدمة
صاحب المدد
- غناء: حمادة هلال
- كلمات: سارة السعيد، مصطفى شكري
- ألحان: مصطفى شكري
- توزيع: ميدو مزيكا

## فريق العمل
- إخراج: أحمد سمير فرج
- تأليف: أمين جمال، وليد أبو المجد، شريف يسري
- إنتاج: أحمد السمان
- مدير التصوير: مارك عوني
- مونتاج: نسرين فهيم
- موسيقى تصويرية: محمود طلعت

## أجزاء أخرى
- المداح (الجزء الأول)
- المداح أسطورة العشق (الجزء الثالث)
- المداح أسطورة العودة (الجزء الرابع)
- المداح أسطورة العهد (الجزء الخامس)